# Гаєнко Фаїна Григорівна

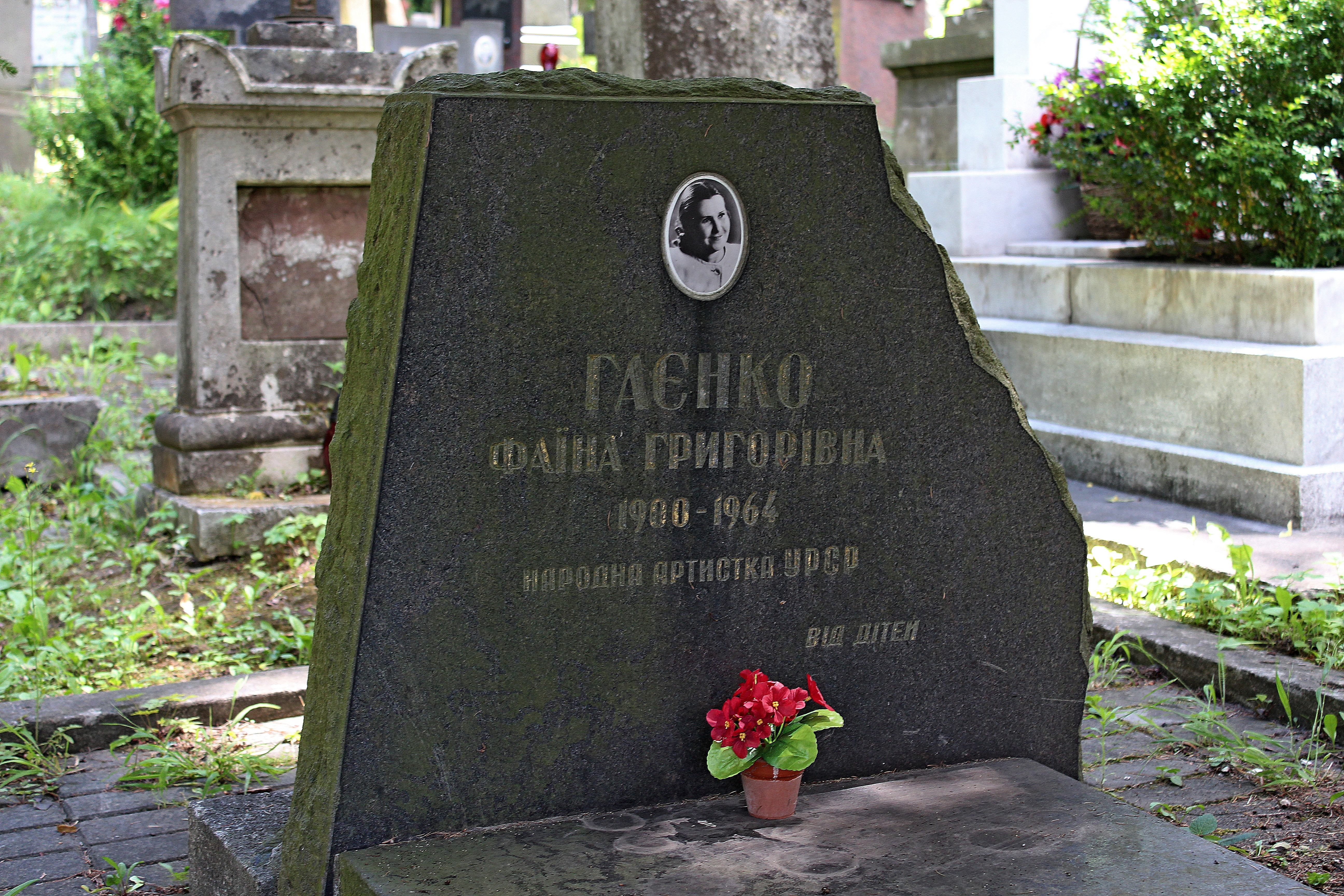
Могила Фаїни Гаєнко на 4 полі Личаківського цвинтаря

Гаєнко Фаїна Григорівна (справжнє прізвище Омельченко) (8 жовтня 1900, Каховка, Дніпровський повіт, Таврійська губернія, Російська імперія — 6 січня 1965, Львів, УРСР, СРСР) — українська актриса, у 1920-х роках керувала драматичними самодіяльними колективами в Каховці, Бериславі, Херсоні. Народна артистка Української РСР (1954).
Народна артистка УРСР (1954). Член КПРС з 1941. Сценічну діяльність почала в драматичному колективі при народному домі в Каховці (1918—1920). В 1925-27 — акторка театру ім. І. Франка (Київ), у 1927 — філії Одеського державного драматичного театру, з 1928 — театру ім. Заньковецкої (нині у Львові). Акторка широкого діапазону, Гаєнко створила яскраву галерею характерних, комедійних і лірико-драматичих образів. Серед них: Мавка («Лісова пісня» Лесі Українки), Хивря («Сорочинская ярмарок» Гоголя), Стеха («Назар Стодоля» Т. Шевченко), Софія («Безталанна» Карпенко-Карого), Ліда, Саломія, Ковшик («Платон Кречет», «Богдан Хмельницький», «Калиновий гай» Корнійчука), Кручиніна; Василиса («На дні»), Емілія («Отелло»).
Померла у Львові, похована на 4 полі Личаківського цвинтаря.

## Вшанування пам'яті
В Каховці є вулиця Фаїни Гаєнко.